# Orietta Nasalli-Rocca
Orietta Nasalli-Rocca di Corneliano (San Giorgio Piacentino, 1930) è una costumista italiana.

## Biografia
Figlia dell'avvocato, giornalista, scrittore e drammaturgo Angelo Maria Nasalli-Rocca (1897-1968) e di Paola Premoli (1898-1964), e nipote del conte Francesco Nasalli-Rocca (1869-1940) sorella minore di Annalisa, ha debuttato come costumista nel cinema dal 1954 e, come la sorella, ha avuto una carriera trentennale. Tra gli altri, ha lavorato con i registi Alessandro Blasetti, Mauro Bolognini, Alberto Lattuada, Federico Fellini, Luciano Salce e Dino Risi. Lavorò anche in Inghilterra, con Michael Anderson, Ken Annakin e Paul Mazursky e in Spagna, fino al 1982. Anche la sorella Bona Nasalli-Rocca sarà costumista cinematografica.

## Filmografia

### Assistente costumista
- Peccato che sia una canaglia, regia di Alessandro Blasetti (1954)
- La vena d'oro, regia di Mauro Bolognini (1955)
- 8½, regia di Federico Fellini (1963)

### Costumista
- Ridere! Ridere! Ridere!, regia di Edoardo Anton (1954)
- Bravissimo, regia di Luigi Filippo D'Amico (1955)
- La fortuna di essere donna, regia di Alessandro Blasetti (1956)
- Totò lascia o raddoppia?, regia di Camillo Mastrocinque (1956)
- Peccato di castità, regia di Gianni Franciolini (1956)
- Guendalina, regia di Alberto Lattuada (1957)
- Ragazzi della marina, regia di Francesco De Robertis (1958)
- Rascel Marine, regia di Guido Leoni (1958)
- Arrangiatevi, regia di Mauro Bolognini (1959)
- La baia di Napoli (It Started in Naples), regia di Melville Shavelson (1960)
- Giulietta e Romanoff (Romanoff and Juliet), regia di Peter Ustinov (1961)
- Cronache del '22, episodio Giorno di paga, regia di Guidarino Guidi (1962)
- L'uomo venuto dal Kremlino (The Shoes of the Fisherman), regia di Michael Anderson (1968)
- Quei temerari sulle loro pazze, scatenate, scalcinate carriole (Monte Carlo or Bust!), regia di Ken Annakin (1969)
- La statua (The Statue), regia di Rod Amateau (1971) – supervisione costumi
- Il mio nome è Shangai Joe, regia di Mario Caiano (1973)
- Fatevi vivi, la polizia non interverrà, regia di Giovanni Fago (1974)
- Che botte ragazzi!, regia di Bitto Albertini (1975)
- Fantozzi, regia di Luciano Salce (1975)
- ...a tutte le auto della polizia..., regia di Mario Caiano (1975)
- Amore mio spogliati... che poi ti spiego!, regia di Fabio Pittorru e Renzo Ragazzi (1975)
- Il secondo tragico Fantozzi, regia di Luciano Salce (1976)
- Maschio latino... cercasi, regia di Giovanni Narzisi (1977)
- La stanza del vescovo, regia di Dino Risi (1977)
- Il... Belpaese, regia di Luciano Salce (1977)
- Astuzia per astuzia, regia di Mario Caiano – miniserie TV (1979)
- Un millón por tu historia, regia di Ignacio F. Iquino (1980)
- I seduttori della domenica, episodio Roma - L'agenda di Armando, regia di Dino Risi (1980)
- Fantozzi contro tutti, regia di Neri Parenti e Paolo Villaggio (1980)
- Il leone del deserto (The Lion of the Desert), regia di Mustafa Akkad (1980)
- Fantasma d'amore, regia di Dino Risi (1981)
- La tempesta (Tempest), regia di Paul Mazursky (1982) – supervisione costumi